# نيكولاس جوزيف كرولي
نيكولاس جوزيف كرولي (بالإنجليزية: Nicholas Joseph Crowley)‏ هو رسام أيرلندي، ولد في 1819 في دبلن في جمهورية أيرلندا، وتوفي في 1857 في لندن في المملكة المتحدة.